# Praça Carlos Gomes
A Praça Carlos Gomes é uma praça localizada no Centro de Campinas, delimitada pelas ruas Conceição (sul), Irmã Serafina (oeste), Boaventura do Amaral (leste) e General Osório (norte). 

## História

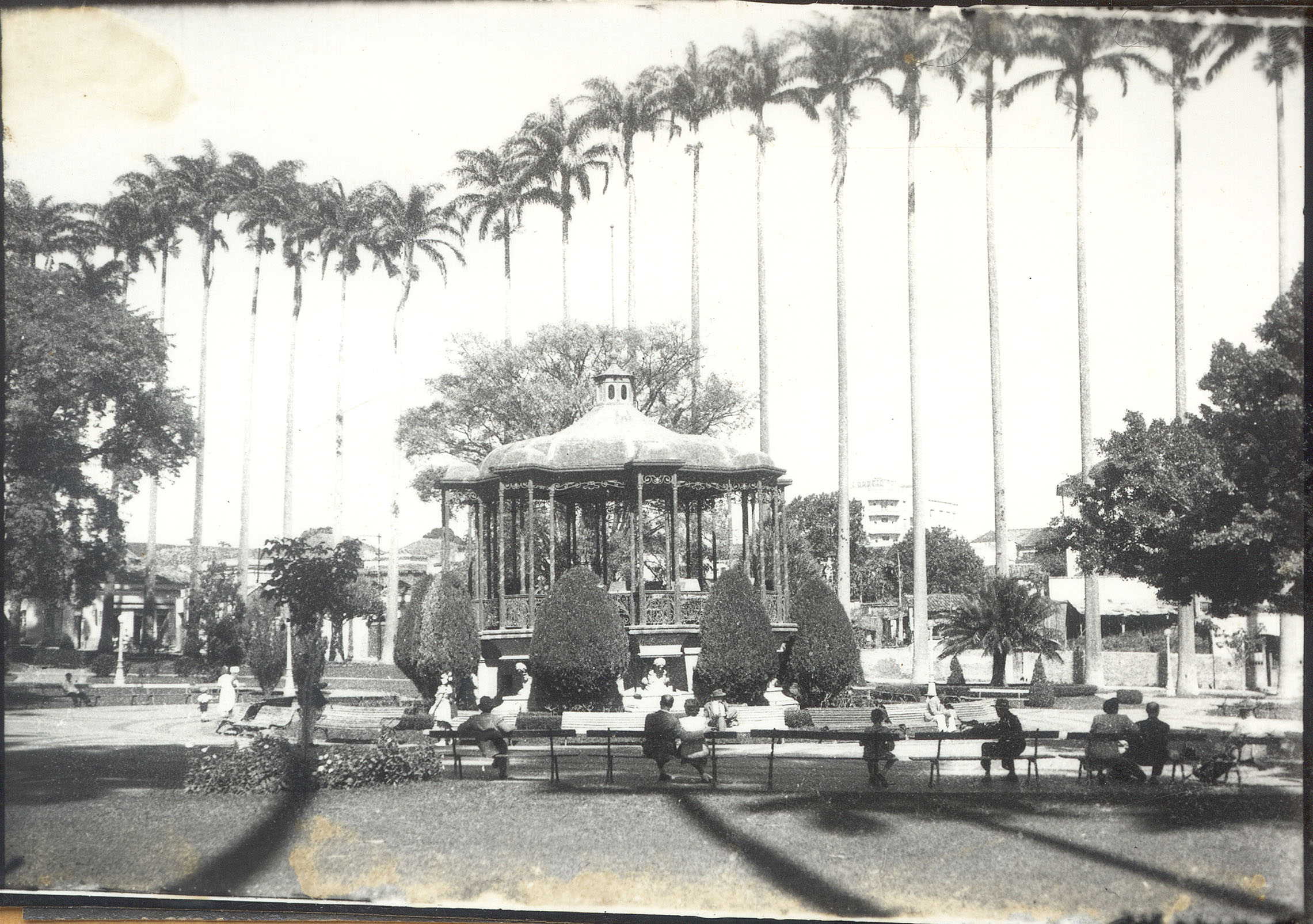
Praça Carlos Gomes na década de 1940-1950

Recebeu o nome do ilustre compositor epônimo em 1880. Em 1883, foram adquiridas 100 palmeiras imperiais e plantadas ao redor da praça, das quais a maioria permanece até os dias atuais. Em 1914, a praça foi nivelada e ajardinada, recebendo um coreto, até hoje presente no local. Em cantos diferentes da praça, há dois monumentos: um dedicado a Ruy Barbosa e outro dedicado a Tomás Alves, médico campineiro que teve importante papel no combate à epidemia de febre amarela de 1889. Da praça é possível ver o Edifício Itatiaia, único projeto realizado por Oscar Niemeyer em Campinas.
Anos após a plantação das palmeiras, foi realizada uma obra que resultou no nivelamento e criação dos jardins, e na construção do famoso coreto localizado no centro da praça. 
Desde o fim das obras, passaram a ocorrer apresentações de bandas populares, o que tornou o local muito frequentado pelas famílias campineiras da época. Nos dias de hoje a praça conta com diversas montagens de feiras, ações de atendimento a moradores de rua e é palco para diversos eventos. 

## Na televisão
A praça foi escolhida como uma dos sets de gravação de cenas para a primeira fase de A Lei do Amor, telenovela das nove da Rede Globo. A escolha da praça ocorreu em função de seu coreto e do verde.